# Cantó de Saint-Maur-des-Fossés-1
El cantó de Saint-Maur-des-Fossés-1 és un cantó francès del departament de la Val-de-Marne, al districte de Créteil. Creat amb la reorganització cantonal del 2015.

## Municipis
- Saint-Maur-des-Fossés (en part)